# Rajd na Choiseul
Rajd na Choiseul – operacja niewielkich sił alianckich przeprowadzona od 28 października do 3 listopada 1943 podczas kampanii na Wyspach Salomona. Marines z 2. batalionu powietrznodesantowego pod dowództwem ppłk. Victora H. Krulaka wylądowali na okupowanym przez Japończyków Choiseul w północnych Salomonach i w ciągu siedmiu dni przeprowadzili rajdy na siły japońskiej armii i marynarki na odległość ponad 40 km.
Rajd miał za zadanie odwrócić uwagę Japończyków od planowanego alianckiego desantu w Zatoce Cesarzowej Augusty na zachodnim wybrzeżu Bougainville. Miał przekonać japońskich dowódców, że desant odbędzie się na wschodniej części wyspy.

## Preludium
1 października 1943 wyspa Choiseul oraz Treasury Islands nadal znajdowały się w rękach Japończyków. Plan przewidywał, że jednoczesne lądowanie na tych wyspach wprowadzi w błąd nieprzyjaciela i odwróci jego uwagę od Bougainville. Amerykanie nie zamierzali okupować Choiseul, bo nie miała ona żadnej wartości wojskowej, ale zajęcie wysp Treasury z cieśniną Blanche Harbor umożliwiłoby zbudowanie tam stacji radarowej, bazy dla kutrów torpedowych i punktu etapowego dla małych jednostek kierujących się na Bougainville.

## Przebieg operacji
27 października, po wyładowaniu wojska w Blanche Harbor na wyspie Mono, niszczyciele-transportowce „Kilty”, „Ward”, „Crosby” i „McKean” zawinęły do portu na wyspie Vella Lavella i przyjęły na pokład 2. Batalion Spadochronowy w sile 725 ludzi, należący do I Korpusu Desantowego Marines, którym dowodził podpułkownik Victor H. Krulak. Tego samego dnia tuż przed północą spadochroniarze kierowani przez strażnika wybrzeża C. W. Setona wylądowali na Choiseul od strony cieśniny Slot. Transportowce wycofały się, pozostawiając flotę gumowych pontonów obsadzonych przez marynarzy floty i Marines. Amerykanie zaatakowali wrogi posterunek o świcie, a następnie trafili na silny opór w pobliżu Sangigai, 25 mil od Przylądka Zachodniego, gdzie znajdowało się ponad tysiąc japońskich żołnierzy ewakuowanych z Kolombangary. Z Munda nadeszło wprawdzie wsparcie lotnicze, ale lotnicy wzięli gumowe pontony Marines za pontony wroga. Po południu 30 października Marines wyparli wroga z Sangigai i zniszczyli japońską bazę barek. Dwa plutony skierowały się pontonami na północny zachód wzdłuż wybrzeża i dokonały spustoszenia w japońskiej bazie zaopatrzeniowej na wyspie na południe od Przylądka Zachodniego, wycofując się na pokładzie kutra torpedowego. 2 listopada rajd nagle załamał się, kiedy w japońską zasadzkę wpadło 40-50 Marines a 3 żołnierzy zostało rannych, z czego jeden ciężko. Marines zostali uratowani przez kuter PT-59 pod dowództwem por. Johna F. Kennedy’ego. Generał Vandergrift po otrzymaniu informacji, że Japończycy przesuwają posiłki z południowej części Choiseul, rozkazał Krulakowi wycofać się i 4 listopada wysłał po Marines trzy LCI.

## Po bitwie
Podczas operacji batalion Krulaka złożony z 725 ludzi, wspierany przez australijskich strażników wybrzeża i rdzennych mieszkańców Choiseul, zabił 143 Japończyków tracąc 14 Marines (12 zabitych, 2 zaginionych) w akcjach, które później generał major Roy Geiger opisał jako „serię krótkich akcji zaczepnych przeprowadzanych w celu wyprowadzenia przeciwnika z równowagi i ukrycia sił mających wysadzić desant w Zatoce Cesarzowej Augusty”.
Operacja ta, razem z Operacją Goodtime, miała na celu odwrócenie uwagi japońskiej 17. Armii od następnego głównego celu aliantów na Wyspach Salomona. Ocena wpływu rajdu na japońską odpowiedź na alianckie lądowanie na Bougainville jest niejasna. Część historyków uważa, że rajd skutecznie odciągnął uwagę Japończyków, inni zajmują przeciwne stanowisko. Po zakończeniu rajdu strażnicy wybrzeża twierdzili, że tubylcy z Choiseul są przekonani, że Japończycy odparli atak Marines. Zdobyte później dokumenty ujawniły, że w Rabaulu spodziewano się lądowania w Zatoce Cesarzowej Augusty, jednak w japońskiej kwaterze głównej w Kahili sądzono, że to Shortland i Choiseul stanowią główne cele i wydano odpowiednie do tej oceny dyspozycje.